# Kent County Football League
Kent County Football League är en engelsk fotbollsliga baserad i Kent. Den har fem divisioner plus reservdivisioner. Toppdivisionen Premier Division ligger på nivå 11 i det engelska ligasystemet. Ligan är en matarliga till Southern Counties East Football League.

## Mästare
| Säsong  | Vinnare                            | Runners Up                         | D1 East Vinnare        | D1 West Vinnare            | D2 East Vinnare            | D2 West Vinnare        |
| ------- | ---------------------------------- | ---------------------------------- | ---------------------- | -------------------------- | -------------------------- | ---------------------- |
| 2010-11 | Hollands & Blair                   | Canterbury City                    | Bromley Green          | Farnborough Old Boys Guild | Saga Sports & Social       | Hildenborough Athletic |
| 2009-10 | Stansfeld Oxford & Bermondsey Club | Hollands & Blair                   | Woodstock Park         | Brindon Ropes              | Bredhurst juniors          | Forest Hill Park       |
| 2008-09 | Hollands & Blair                   | Fleet Leisure                      | Canterbury City FC     | Tonbridge Invicta          | Premier                    | Old Bexleians          |
| 2007-08 | Norton Sports                      | Orpington FC                       | Bly Spartans           | Phoenix Sports FC          | Canterbury City            | Farnborough OBG        |
| 2006-07 | Holmesdale                         | Bromley Green                      | Tyler Hill             | Orpington                  | Guru Nanak                 | Tudor Sports           |
| 2005-06 | Lewisham Borough                   | Faversham Town                     | Hollands & Blair       | Holmesdale                 | Staplehurst                | Westerham              |
| 2004-05 | Cray Valley PM                     | Old Roan                           | Norton Sports          | Rusthall                   | Hollands & Blair           | Phoenix Sports         |
| 2003-04 | Crockenhill                        | Old Roan                           | Bromley Green          | Lewisham Borough           | Borden Village             | Orpington              |
| 2002-03 | Sevenoaks Town                     | Stansfeld Oxford & Bermondsey Club | Tenterden Tigers       | Cray Valley PM             | Tyler Hill                 | Bromleians Sports      |
| 2001-02 | Bearsted                           | Sevenoaks Town                     | Kennington             | Old Roan                   | Dover Gate                 | Belvedere              |
| 2000-01 | Bearsted                           | Snodland                           | New Romney             | Crockenhill                | New Romney Reserves        | Oakwood                |
| 1999-00 | Snodland                           | Bearsted                           | Norton Sports          | Phoenix Sports             | Smarden                    | AFC Blackheath         |
| 1998-99 | Knatchbull                         | Rye United                         | Kennington             | Maidstone United           | Wittersham                 | St. George's (Wrotham) |
| 1997-98 | Milton Athletic                    | Rye United                         | New Romney             | Snodland                   | Rye United Reserves        | Wickham Park           |
| 1996-97 | VCD Athletic                       | Milton Athletic                    | Rye United             | Bearsted                   | Broomfield United Reserves | Otford United          |
| 1995-96 | Sevenoaks Town                     | Lydd Town                          | Tenterden St. Michaels | Ex Blues                   | Broomfield United Reserves | Snodland               |
| 1994-95 | Stansfeld Oxford & Bermondsey Club | Lordswood                          | Milton Athletic        | AFC Egerton                | Royal George               | Maidstone Invicta      |
| 1993-94 | Teynham & Lynstead                 | Greenways                          | Lydd Town              | Ten Em Bee                 | Lydd Town Reserves         | Sutton Athletic        |
| 1992-93 | Sevenoaks Town                     | APM Mears                          | Lydd Town              | Ex Blues                   | New Romney Reserves        | Strood County          |